# Тейжелада
Тейжелада (порт. Tigelada) або тейжелада-де-Абрантіш (порт. Tigelada de Abrantes) — традиційний португальський десерт, що випікається в печі. Готують у попередньо нагрітій глазурованій глиняній мисці. У Пералі, приході муніципалітету Пруенса-а-Нова, 1 травня проводять фестиваль Festa das Tigeladas, присвячений таким мискам.

## Опис
Має форму диска товщиною 2 см та діаметром від 10 до 12 см, жовто-коричневий колір та шорстку текстуру. Його нижня частина в результаті високої температури, яку миска досягає в духовці перед додаванням суміші, набуває форми бджолиних сот. Тейжеладу готують з яєць, молока, прісного борошна, цукру, лимона та солі.

## Історія
Десерт бере свій початок у долині Тежу. При зверненні до історичних архівів рецепт солодощі під назвою Tigeladas de D. Maria de Vilhena був знайдений у кухонній книзі Infanta D Maria Maria, яка збігається з рецептом тейжелади де Абрантіш. Продукт вважається монастирською насолодою. В Історичному архіві муніципалітету Абрантіша є документи, що містять список рецептів Convento da Graça de Abrantes, де міститься рецепт тейжелади. Однак про походження десерту сперечаються кілька локацій у муніципалітеті Абрантіш.